# Angelo Frondoni
Angelo Frondoni (Pieve Ottoville di Zibello, 26 febbraio 1809 – Lisbona, 4 giugno 1891) è stato un compositore italiano.

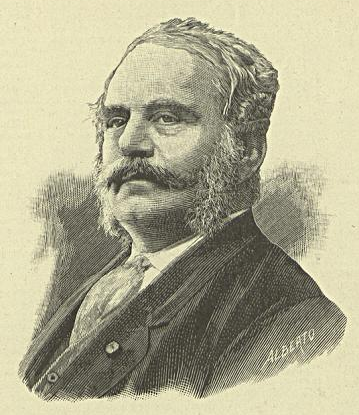
Angelo Frondoni

Dopo gli studi in pianoforte e composizione a Parma e Milano, fece rappresentare nel capoluogo lombardo le sue prime opere. Nel 1838 si trasferì a Lisbona, dove rimase fino alla morte divenendo un musicista molto apprezzato, anche come compositore di operette, lavorando tra l'altro per il Teatro São Carlos, il Teatro Rua dos Condes (che diresse dal 1844), il Teatro Gymnasio (di cui fu direttore dal 1850), il Teatro da Trindade (che diresse dal 1868 al 1873). Nella sua occasionale attività letteraria scrisse un poema in onore di Abramo Lincoln, nel 1867, e un libello contro il Lohengrin di Richard Wagner, nel 1883. La sua biografia fu raccolta e pubblicata nel 1975 dall'arciprete di Pieveottoville Paride Godi, che nel 1986, propose di intonare il teatro pievano al Frondoni. Il 3 novembre 2024, l'amministrazione comunale ha intitolato il Teatro San Carlo( ora Teatro Angelo Frondoni) di Pieveottoville al compositore pievano.

## Composizioni

### Opere e operette
- Il carrozzino da vendere (melodramma comico in un atto, libretto di Callisto Bassi, Milano, Teatro alla Scala, 29 giugno 1833; tra gli interpreti figuravano Ignazio Marini e Giuseppe Frezzolini) (libretto)
- Un terno al lotto (scherzo comico in un atto, libretto di Carlo Cambiaggio, Milano, Teatro Carcano, 24 agosto 1835)
- I profughi di Parga (dramma lirico in tre atti, libretto di Cesare Perini, Lisbona, Teatro de São Carlos, 29 aprile 1844)
- O beijo (farsa lirica in un atto, libretto di José Maria da Silva Leal, Lisbona, Teatro da Rua dos Condes, 26 novembre 1844)
- O Caçador (farsa lirica in un atto, libretto di José Maria da Silva Leal, Lisbona, Teatro da Rua dos Condes, 25 marzo 1845)
- Um bon homen d'outro tempo (commedia lirica in un atto, libretto di José Carlos dos Santos, Lisbona, Teatro da Rua dos Condes, 6 gennaio 1846)
- Mademoiselle de Mérange (operetta, libretto di Adolphe de Leuven e Léon Lhérie, Lisbona, Teatro das Larangeiras, 11 giugno 1847)
- Qual dois dois? (Farsa, Lisbona, Gymnasio, 13 ottobre 1849)
- O andador das almas (operetta, libretto di Francisco Palha, Lisbona, Gymnasio, 11 settembre 1850), parodia della Lucia di Lammermoor di Gaetano Donizetti
- O cappellão do regimento (commedia lirica in un atto, libretto di R. J. de Sousa Netto, Lisbona, Gymnasio, 29 ottobre 1850)
- O cerco de Syracusa (tragedia lirica in quattro atti, libretto di F. Emery, Lisbona, Gymnasio, 1852)
- A somnanbula sem o ser (commedia lirica in un atto, libretto di J. A. de Oliveira e P. Martin, Lisbona, Gymnasio, 23 aprile 1853)
- Gabriel e Lusbel ou O thaumaturgo (misterio in tre atti, libretto di José Maria Braz Martins, Lisbona, Gymnasio, 3 aprile 1854)
- O defensor da Egreja (dramma sacro in tre atti, libretto di Augusto César de Lacerda, Lisbona, Gymnasio, aprile 1858)
- Barbableu (Lisbona, Teatro da Trindade, 18 luglio 1863)
- Tres rocas de crystal (opera fantastica in tre atti, libretto di Aristides Abranches, Lisbona, Teatro da Trindade, 17 luglio 1872) (libretto in portoghese)
- O filho da senhora Angot (opera buffa in tre atti, Lisbona, Teatro do Príncipe Real, 5 maggio 1875; secondo il Fétis[1] un'imitazione de La fille de Madame Angot di Charles Lecocq, di cui all'epoca si stava dando un'edizione portoghese al Teatro da Trindade)

### Balletti
- Dgengiz-Kan ou A conquista da China (Lisbona, Teatro São Carlos, 1838)
- L'isola dei portenti (Lisbona, Teatro São Carlos, 21 gennaio 1839)
- Il ritorno di Pietro il Grande da Mosca (Lisbona, Teatro São Carlos, 20 marzo 1839)

### Altro
- Maria da Fonte (inno repubblicano, 1846)
- Il re ed Ernesta (musiche di scena, 1856)
- La famiglia del colono (musiche di scena, 1863)
- Il Vangelo in azione (dramma religioso, Lisbona, Gymnasio, 1870)